# Липка
Липка (лат. Agaricus arvensis) је веома јестива печурка из породице Agaricaceae.

## Опис
- Шешир је бео, али при додиру мења боју у жуто. Пречника је до 18 cm.[1]

- Листићи су густи, светлобраон боје.[1]

- Дршка је висока, јака, нешто дебља у свом доњем делу. Има бели прстен.[1]

- Месо је бело-жућкасто и мирише на анис.[1]

## Станиште и доба раста
Има је на пропланцима, пашњацима и ливадама где расте у групама од јула до октобра. У Србији је има на Ади Циганлији, Бањи Ковиљачи и Космају.

## Мере опреза
|  | Опис гљиве у овом чланку није потпун нити је довољан за коректну и сигурну идентификацију гљиве. Непажњом врло лако се јестиве гљиве могу помешати са отровним. Уколико се поједу отровне уместо јестивих гљива, може доћи до тешких оштећења појединих органа, или до смрти оног који их је појео. Aко желите да скупљате гљиве, не препоручује се коришћење описа из овог чланка за препознавање, већ да се обавестите о изгледу и начину препознавања код неког стручњака за гљиве. |